# Teodozja Gwozdecka
Teodozja Antonina Gwozdecka, notowana też mylnie jako Teodora (ur. 26 maja 1819 w Warszawie, zm. 2 maja 1894 tamże) – polska artystka baletu, jedna z czołowych tancerek sceny warszawskiej okresu romantyzmu, a następnie aktorka dramatyczna. Znana także jako faworyta dwóch prezesów Warszawskich Teatrów Rządowych:Józefa Rautenstraucha i Ignacego Abramowicza.
Urodziła się jako Teodozja Antonina, córka pochodzącego z Wadowic Floriana Gwozdeckiego, pisarza w kantorze „Gazety Korespondenta Warszawskiego i Zagranicznego”, i jego żony Antoniny z Krzeszów urodzonej na Lubelszczyźnie. Miała rodzeństwo, w tym: Florentyna, Agnieszkę Weronikę, Ewę Mariannę i Baltazara. Po wczesnej śmierci ojca (1828) żyli oni początkowo w biedzie pod opieką matki, która przeżyła męża o blisko czterdzieści lat. Dopiero rozwijająca się kariera baletowa i osobista Teodozji diametralnie zmieniła sytuację całej rodziny.

## Kariera artystyczna
Do szkoły baletowej została przyjęta w 1832, jeszcze w siedzibie Teatru Narodowego na placu Krasińskich. Była tam początkowo uczennicą byłej solistki Ludmiły Polichnowskiej, a z czasem także pierwszego tancerza i dyrektora baletu Maurice’a Piona. Dwa lata później zaczęła występować na scenie nowo otwartego Teatru Wielkiego, bo pierwsze, pozaetatowe jeszcze wynagrodzenia otrzymywała już od stycznia 1834, a od maja tego roku była na etacie tancerki zespołowej z najniższym wynagrodzeniem. Występowała więc zapewne już od stycznia tego roku, a 27 lipca 1834 wzięła udział w widowisku plenerowym Babia wyspa na scenie Teatru na Wyspie w Łazienkach. W 1835 znalazła się w grupie warszawskich tancerzy, która we wrześniu występowała w Kaliszu w czasie zjazdu monarchów Rosji i Prus. Od 1836 występowała już jako solistka i kreowała potem wiele głównych ról i partii tanecznych na scenie Teatru Wielkiego. W ciągu dwudziestu lat swojej kariery baletowej pracowała z trzema cenionymi choreografami sceny warszawskiej tamtych lat, a byli nimi kolejno: Maurice Pion, Filippo Taglioni i Roman Turczynowicz, którzy z pewnością musieli się liczyć z jej specjalną pozycją w teatrze wynikającą z bliskich stosunków z prezesami WTR. Występowała też w przedstawieniach realizowanych gościnnie w Warszawie przez dwóch innych europejskich baletmistrzów Louisa-Antoine’a Duporta (1837) i Paula Taglioniego (1844 i 1845).

### Kreacje taneczne[5]
- 1836: Solistka – Ogrodnik Arlekinem, czyli Wieszczka jeziora, choreografia Maurice Pion, muzyka nieznana
- 1837: Ninetta – Rybołowcy, choreografia Maurice Pion, muzyka Antoni Orłowski, Józef Stefani
- 1837: Pas de deux komiczne styryjskie – Mimili, czyli Styryjczykowie, choreografia Maurice Pion, muzyka Józef Stefani
- 1837: Księżna Alicja – Rycerz i wieszczka, choreografia Louis-Antoine Duport i Maurice Pion wg Armanda Vestrisa, muzyka Gioachino Rossini, Giovanni Pacini, Pietro Romani
- 1837: Księżna Rowena – Mleczarka szwajcarska, choreografia Louis-Antoine Duport i Maurice Pion wg Filippa Taglioniego, muzyka Gioachino Rossini, Adalbert Gyrowetz, Wenzel Robert von Gallenberg / Józef Stefani
- 1838: Solistka – Poliszynel upiorem, choreografia Maurice Pion, muzyka nieznana
- 1839: Flora – Mars i Flora, choreografia Maurice Pion wg Louisa Thiérry’ego, muzyka Karol Kurpiński
- 1839: Effie – Sylfida, choreografia Maurice Pion wg Filippa Taglioniego, muzyka Jean Schneitzhöffer
- 1839: Zośka – Stach i Zośka, choreografia Maurice Pion, muzyka Józef Stefani
- 1840: Manuela – Wesele Gamasza, czyli Don Kichot, choreografia Maurice Pion wg Louisa Milona, muzyka Józef Damse, Józef Stefani
- 1841: Solistka – Figle wieśniacze, choreografia Maurice Pion wg Jeana Corallego, muzyka Józefa Stefani, Józef Damse
- 1841: Donna Maria – Rozbójnik morski, choreografia Filippo Taglioni, muzyka Adolphe-Charles Adam
- 1844: Solistka – Cień, choreografia Filippo Taglioni, muzyka Ludwig Wilhelm Maurer
- 1844: Solistka – Robert i Bertrand, czyli Dwaj złodzieje, choreografia Paul Taglioni wg Michaela Hogueta, muzyka Hermann Schmidt, Józef Stefani, Józef Damse
- 1845: Solistka – Zabawy zimowe, czyli Miłosne intrygi, choreografia Paul Taglioni, muzyka Hermann Schmidt, Józef Stefani
- 1846: Anetta – Anetta, czyli Sen wieśniaczki, choreografia Filippo Taglioni, muzyka Józef Stefani
- 1847: Hrabina Amelia – Hrabina i wieśniaczka, czyli Przemiana żon, choreografia Roman Turczynowicz wg Le Diable à quatre Josepha Maziliera, muzyka Adolphe-Charles Adam, Józef Stefani
- 1847: Pas de quatre wg Jules’a Perrota – Panorama Neapolu, choreografia Filippo Taglioni, muzyka Józef Stefani
- 1848: Klotylda – Piękna dziewczyna z Gandawy, choreografia Roman Turczynowicz wg Alberta, muzyka Adolphe-Charles Adam, Józef Stefani
- 1849: Izaura – Diabeł kulawy, choreografia Roman Turczynowicz wg Jeana Corallego, muzyka Casimir Gide, Józef Stefani
- 1852: Fenella (rola niema w operze) – Niema z Portici, muzyka Daniel Auber
- 1852: Gawot – Pałac kryształowy w Londynie, choreografia Roman Turczynowicz, muzyka Józef Stefani

### Kreacje aktorskie[6]
Ostatni raz wystąpiła jako tancerka 11 września 1854 w roli Hrabiny Amelii w Hrabinie i wieśniaczce. Potem przeszła do zespołu aktorskiego Warszawskich Teatrów Rządowych i odtąd grała wyłącznie w przedstawieniach dramatycznych. W roli aktorskiej pojawiła się zresztą po raz pierwszy już 20 marca 1852 jako Maurycy w dramacie Niemowa Auguste’a Aniceta-Bourgeoisa i Michela Massona. Później grała m.in. w komediach: Panna pułkownik huzarów Eugène’a Scribe’a, Dawne grzechy Mélesville’a i Dumanoira oraz Vert-Vert, czyli Natura wilka ciągnie do lasu Leuvena i Desforgesa. Niestety wada wymowy uniemożliwiła jej osiągnięcie pełnego sukcesu w tym zawodzie. Ostatni raz wystąpiła na scenie 14 stycznia 1861 jako Henryk w komedii Syn narzeczoną Desvergersa i Charles’a Varina.

## Życie prywatne

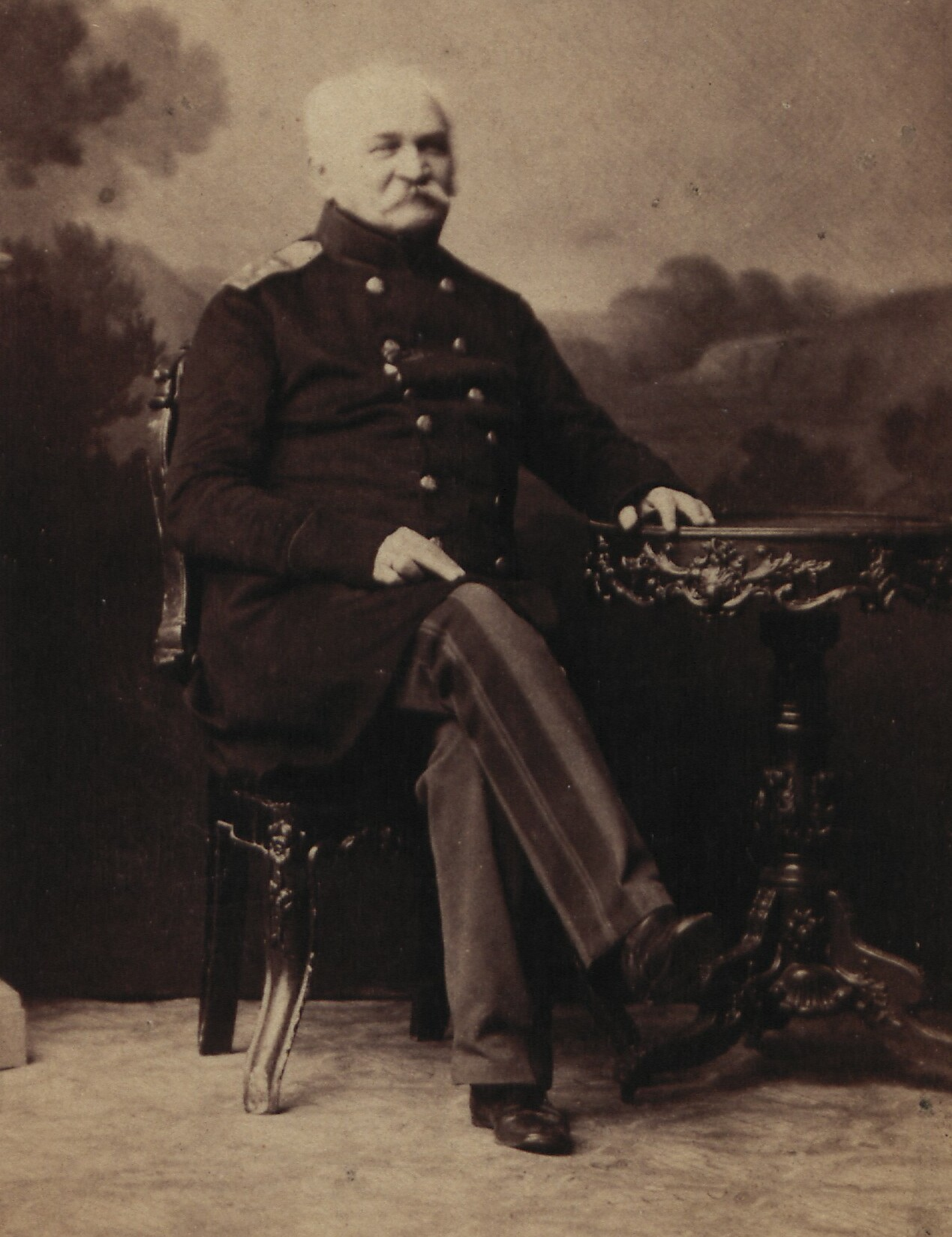
Ignacy Abramowicz, ok. 1860

Podczas swojej kariery artystycznej była kochanką dwóch kolejnych, bardzo wpływowych prezesów dyrekcji Warszawskich Teatrów Rządowych: najpierw starzejącego się generała Józefa Rautenstraucha (1773-1842), a potem generała policmajstra Ignacego Abramowicza (1793-1867), z którym przez dłuższy czas pozostawała w nieformalnym w związku. Urodziła w tym czasie dwoje nieślubnych dzieci: zmarłego w dzieciństwie Edwarda Teodora (1840-1842), syna niewiadomego ojcostwa, i Teodozję Walerię Gwozdecką (ur. 14 kwietnia 1845), najpewniej córkę prezesa Abramowicza. Jej córka (a nie ona sama, jak mylnie się czasem podaje) w 1862 wyszła w Londynie za mąż za cenionego fotografika Stanisława Juliana Ostroroga i miała z nim kilkoro synów, a wśród nich: Stanisława Juliana Ignacego urodzonego w Londynie w 1863, Juliana Alfreda Stanisława urodzonego w Marsylii w 1865 i Leona Waleriana urodzonego w Paryżu w 1867.
Jako metresa prezesów WTR, mających również wpływ na ówczesną cenzurę, Gwozdecka była otoczona szczególną ochroną ówczesnej prasy, która zawsze pisała o niej w słowach uznania, zwłaszcza dla jej talentu aktorskiego zarówno w balecie, a potem na scenie dramatycznej. Biorąc jednak pod uwagę jej koneksje trzeba podchodzić do tych ocen prasowych z dużą dozą dystansu. Ona z kolei wykorzystywała uprzywilejowaną pozycję osobistą dla celów prywatnych, dbając o interesy całej swojej rodziny i zapewniając rodzeństwu pracę na różnych stanowiskach w Warszawskich Teatrach Rządowych. Pomagała także podobno różnym znajomym w znalezieniu zatrudnienia w teatrze. Jej brat Florentyn był aktorem, a z czasem głównym kasjerem i nawet zastępcą dyrektora WTR. Drugi brat Baltazar też był początkowo tancerzem, a potem aktorem, ale też dekoratorem teatralnym. Jej siostra Agnieszka Weronika, z męża Renczyńska, także była aktorką, a z czasem garderobianą i magazynierką teatralną. Z kolei druga siostra Ewa Marianna projektowała i szyła kostiumy do warszawskich przedstawień baletowych i operowych. Cała rodzina mieszkała w okazałej kamienicy na tyłach ówczesnego gmachu Teatru Wielkiego, przy ulicy Nowo-Senatorskiej 634b (dziś ul. Moliera 1), która była własnością Teodozji Gwozdeckiej.
Po ustąpieniu z prezesury WTR swojego opiekuna, powszechnie znienawidzonego generała Abramowicza, pozbawiona jego ochrony Teodozja także opuściła teatr w 1861 i w latach 1862–1865 przebywała z córką Teodozją Walerią Ostroróg za granicą. W końcu powróciła jednak do Warszawy i w 1866 otrzymała emeryturę artystyczną Warszawskich Teatrów Rządowych. Resztę życia spędziła w zaciszu rodzinnym i w środowiskowej niesławie, która była następstwem jej wcześniejszych relacji z Abramowiczem. Zmarła 2 maja 1894 roku w swoim domu przy ulicy Nowo-Senatorskiej i 6 maja została pochowana na Cmentarzu Powązkowskim.